# لیبروزه
شهر لیبروزه (به آلمانی: Lieberose) در ایالت برندنبورگ در کشور آلمان واقع شده‌است.